# 维勒莫兰 (滨海夏朗德省)
维勒莫兰（法語：Villemorin，法語發音：[vilmɔʁɛ̃]）是法国滨海夏朗德省的一个市镇，位于该省东部偏北，属于圣让当热利区。

## 地理
维勒莫兰（46°0'10"N, 0°17'47"W）面积10.67 平方千米，位于法国新阿基坦大区滨海夏朗德省，该省份为法国西部滨海省份，北起旺代省，西临大西洋，南至吉倫特省，东南接多爾多涅省，东北接德塞夫勒省接壤，东临夏朗德省。
与维勒莫兰接壤的市镇（或旧市镇、城区）包括：欧奈、谢博尼耶尔、孔特雷、尼河畔卢瓦雷、内雷。

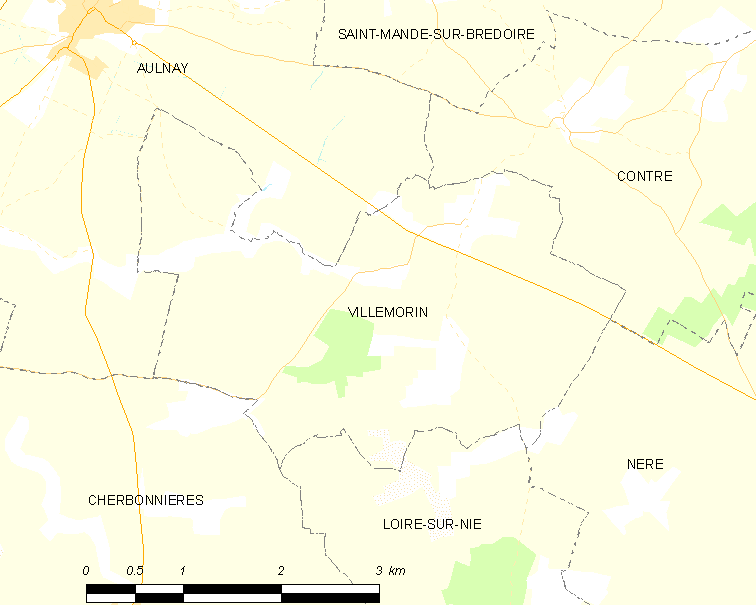
的OSM定位图

维勒莫兰的时区为UTC+01:00、UTC+02:00（夏令时）。

## 行政
维勒莫兰的邮政编码为17470，INSEE市镇编码为17473。

## 政治
维勒莫兰所属的省级选区为马塔县。

## 人口

1962-2008年间人口变化图示

维勒莫兰于2022年1月1日时的人口数量为125人。